# ミャンマーの新聞一覧
ミャンマーの新聞一覧（ミャンマーのしんぶんいちらん）は、ミャンマー国内もしくは国外で発行、販売されているミャンマーの新聞の一覧。

## 国内新聞

### 日刊
- チェーモン（ビルマ語: ကြေးမုံ）- 「鏡」の意。国営日刊新聞  （ビルマ語）[1][2]。
- ミャンマー・アリン（ビルマ語: မြန်မာ့အလင်း - 「ミャンマーの光」の意。国営日刊新聞 （ビルマ語）[1][3]。
- ニューライト・オブ・ミャンマー（英語:New Light of Myanmar）- 国営日刊新聞 （英語）[1][4]
- ヤダナボン（ビルマ語: ရတနာပုံ သတင်းစာ）-マンダレーの旧名。国営日刊新聞（ビルマ語）。マンダレーおよび上ビルマ地域の地方紙。

### 週刊もしくはジャーナル誌
- ミャンマービジネストゥデイ（Myanmar Business Today）-英語、ビルマ語併記の経済紙。2013年11月よりオンラインで日本語版も配信されている。
- アミィンティ（ビルマ語: အမြင်သစ်）- ミャンマー内務省、 特務局 週刊新聞 （ビルマ語）
- バイウィークイレブン（BiWeekly Eleven）-イレブンメディアグループ社2008年創刊。
- ビルマトゥデー（Burma Today） [5]
- コマーシャルジャーナル（The Commerce Journal）-商務省発行。
- ファーストイレブン（First Eleven）-イレブンメディアグループ社2000年創刊。
- フラワーニュース（Flower News） - 民営週刊新聞（ビルマ語）[6]
- インターネットジャーナル（Internet Journal）
- カノンジャーナル（Kanaung Journal）-週刊新聞
- モダンニュースジャーナル（Modern News Journal）-2008年旧クムドャー（Kumudra、ビルマ語: ကုမုဒြာ）が改名。
- ムキン（Mhukhin、ビルマ語: မှုခင်း） - 内務省週刊新聞。犯罪関連（ビルマ語）
- ミャンマータイムズ - 準・親国営週刊新聞 (ビルマ語・英語)[1][7]
- プレミアイレブン（Premier Eleven）-イレブンメディアグループ社2003年創刊。
- ミャンマーダイジェスト（Myanmar Digest）[8]
- セブンデイズニュース（Seven Days News） またはセブンデイズニュースジャーナル（7 Days News Journal） - 民営週刊新聞（ビルマ語）[1][9]
- セブンデイズスポーツ（Seven Days Sports）
- ボイス・ウィークリー（The Voice Weekly）[10]
- ウイークリーイレブン（Weekly Eleven）-イレブンメディアグループ社2005年創刊。
- ヤンゴンタイムズ（The Yangon Times）-ヤンゴンメディアグループ社[11]
- ゼーグェ（Zay Gwet(Market Journal)、ビルマ語: ေစ်းကြက္)[12]

## 国外で発行されているミャンマー関連新聞
- ミッツィマニュース（Mizzima News、ビルマ語: မဇ္ဈိမသတင်း)-亡命ビルマ人ジャーナリストによるマルチメディア紙（本部:インド、デリー）[13]
- マンダレー・ガゼット（Mandalay Gazette）-亡命ビルマ人ジャーナリストによるマルチメディア紙（本部:アメリカ合衆国カリフォルニア州ロサンゼルス）
- フリーダム・ニュース-フリーダムニュースグループ。亡命ビルマ人ジャーナリストによるマルチメディア紙（活動拠点：タイ王国、アメリカ合衆国）[14]
- イラワジ (Irrawaddy News Magazine)-亡命ビルマ人ジャーナリストによるマルチメディア紙（本部：タイ王国チエンマイ）

### 廃刊になった新聞
- ボタタウン（The Botataung、ビルマ語: ဗိုလ်တထောင် သတင်းစာ）-ビルマ語
- ガーディアン（The Guardian）- ビルマ語・英語
- ネーション（The Nation）- ビルマ語・英語
- ロウター（The Worker）- ビルマ語
- ロウターピィートゥーネジン（The Working People's Daily、ビルマ語: လုပ်သားပြည်သူနေ့စဉ်）-ビルマ語・英語
- ボイスウィークリージャーナル（The Voice Weekly Journal）- ビルマ語
- デイリー・スポーツジャーナル（Daily Sport Journal）
- フェニックス（Phoenix） - 週刊芸能誌。2009年8月発禁[15]。

## 脚註
1. 1 2 3 4 5  "Myanmar Newspapers - Myanmar Newspaper & News Media Guide" ABYZ News Links
2. ↑  『チェーモン』 ホームページ
3. ↑  『ミャンマー・アリン』 ホームページ
4. ↑  『ニューライト・オブ・ミャンマー』 ホームページ
5. ↑  http://www.burmatoday.net/
6. ↑  http://www.myanmarvisa.com/newsletter.htm
7. ↑  『ミャンマータイムズ』 ホームページ
8. ↑  http://www.myanmardigest.com/ 『ミャンマーダイジュスト』
9. ↑  『プラネットミャンマーネットワーク Archived 2009年2月2日, at the Wayback Machine. ホームページ
10. ↑  『ボイス・ウィークリー』ホームページ
11. ↑  ヤンゴンメディアグループ社
12. ↑  ゼーグェホームページ
13. ↑  Mizzima News Agency homepage
14. ↑  Freedom News Group homepage
15. ↑  Military censors close Rangoon-based weekly for good Archived 2009年9月4日, at the Wayback Machine.. 国境なき記者団 2009年9月1日